# Calocalanus gresei
Calocalanus gresei is een eenoogkreeftjessoort uit de familie van de Paracalanidae. De wetenschappelijke naam van de soort is voor het eerst geldig gepubliceerd in 1973 door Shmeleva.